# Castroville (Texas)
Castroville es una ciudad ubicada en el condado de Medina en el estado estadounidense de Texas. En el Censo de 2010 tenía una población de 2680 habitantes y una densidad poblacional de 379,87 personas por km².

## Geografía
Castroville se encuentra ubicada en las coordenadas 29°21′8″N 98°52′17″O / 29.35222, -98.87139. Según la Oficina del Censo de los Estados Unidos, Castroville tiene una superficie total de 7.06 km², de la cual 6.97 km² corresponden a tierra firme y (1.25%) 0.09 km² es agua.

## Demografía
Según el censo de 2010, había 2.680 personas residiendo en Castroville. La densidad de población era de 379,87 hab./km². De los 2.680 habitantes, Castroville estaba compuesto por el 93.1% blancos, el 0.52% eran afroamericanos, el 0.56% eran amerindios, el 0.67% eran asiáticos, el 0% eran isleños del Pacífico, el 3.47% eran de otras razas y el 1.68% pertenecían a dos o más razas. Del total de la población el 37.95% eran hispanos o latinos de cualquier raza.